# Zapadni Balkan
Zapadni Balkan geopolitička je kategorija i uglavnom uključuje države na zapadnome dijelu jugoistočne Europe, odnosno države nastale raspadom SFR Jugoslavije te Albaniju. Slovenija i Grčka se uglavnom isključuju iz ove grupacije, dok je položaj Hrvatske i dalje debatiran.[nedostaje izvor]
U javnom mnijenju u Hrvatskoj do pristupa EU postojali su zazori prema ovakvom pristupu Europske unije, zbog toga što sami Hrvati većinom nisu smatrali Hrvatsku dijelom Balkana, a i zbog straha da EU u procesu približavanja i ulaska u članstvo ne bi tretirao svaku zemlju individualno, na temelju napretka svake pojedine države, to jest da bi Hrvatska "čekala" ostale zemlje. Takav se razvoj događaja ipak nije odvio. Međutim, prema nekima, i danas se s nastavkom takve politike pojavljuje svojevrsni strah da je riječ o "tjeranju" Hrvatske u neku novu južnoslavensku zajednicu.
Geomorfološki "zapadni Balkan" označava zapadni dio balkanske planine na granici Bugarske i Srbije. Međutim, to nikada nije bio fiksni zemljopisni pojam.
Radi sprječavanja udruživanja Republike Hrvatske u ovakve ekonomsko-političke asocijacije, i sprječavanja zloporabe moći koju bi mogle imati moguće buduće odnarođene hrvatske vladajuće elite. hrvatski je predsjednik Franjo Tuđman uveo nove odredbe u Ustav Republike Hrvatske kojima se zabranjuje udruživanje u ovakve asocijacije, izričito zabranjujući i samo pokretanje postupka za ulazak u ovakve asocijacije (članak 141. Ustava RH, popularno zvan Tuđmanova tvrđava).
Ideju Zapadnog Balkana poduprijele su zemlje koje su doprinijele nastanku Jugoslavije i branile njezino postojanje do njene same propasti, u prvome redu to su Francuska i Velika Britanija.[nedostaje izvor] Francuska je bila upravo ta zemlja koje je inzistirala da se u Zagrebu 2000. godine održi summit EU-a sa "zemljama zapadnog Balkana", prvi summit izvan EU. Summit je, prema nekima, okarakteriziran kao korak ka ideološkom pripajanju Hrvatske u zapadnobalkansku zajednicu država.

## Vanjske poveznice
- Anđelko Milardović (prireditelj): Zapadni Balkan: Pojam, ideje i dokumenti o rekonstrukciji Balkana u procesu globalizacije  Arhivirana inačica izvorne stranice od 14. prosinca 2010. (Wayback Machine), Politološko-dokumentacijski centar Zagreb, Osijek-Zagreb-Split, 2000., ISBN 9536285-51-7
- HSP 1861, preneseno iz Novog lista od 19. studenoga 2000. Ususret Zagrebačkom summitu: dr Anđelko Milardović, politolog: Naši političari olako obećavaju brzi ulazak u EU. Razgovarao: Neven Šantić